# Hussein Zaky
Hussein Ali Zaky (Alejandría, 1 de marzo de 1979) es un exjugador de balonmano egipcio que jugó de central. Fue un componente de la selección de balonmano de Egipto.
Con la selección ganó la medalla de oro en el Campeonato Africano de Balonmano Masculino del 2000 y en el Campeonato Africano de Balonmano Masculino de 2004. Además, disputó con ella tres Juegos Olímpicos y dos Campeonatos del Mundo,  quedándose con su selección a las puertas de la medalla de bronce en el Campeonato Mundial de Balonmano Masculino de 2001. Fue nombrado, además, mejor central de dicho campeonato del mundo.
Durante su carrera pasó por el Club Balonmano Ciudad Real, donde logró todos los títulos nacionales. También llegó a la final de la Liga de Campeones de la EHF en 2005 con el club manchego.

## Palmarés

### Zamalek
- Copa árabe de balonmano (1): 1999
- Liga de Egipto de balonmano (2): 2000, 2001
- Liga de Campeones de África de balonmano (2): 2001, 2002
- Copa de Egipto de balonmano (3): 1999, 2001, 2002

### Ciudad Real
- Liga Asobal (1): 2004
- Copa del Rey de Balonmano (1): 2003
- Copa ASOBAL (2): 2004, 2005
- Supercopa de España de Balonmano (1): 2005
- Recopa de Europa de Balonmano (1): 2003

## Clubes
- Zamalek SC ( -2002)
- Club Balonmano Ciudad Real (2002-2005)
- CAI Aragón (2005-2009)
- Al Ahly El Cairo (2009-?)